# Aplogruppi mitocondriali umani
Nel campo della genetica umana, gli aplogruppi del DNA mitocondriale sono raggruppamenti di mutazioni (aplotipi) definiti dalle differenze tra un totale di 16569 paia di basi nel DNA del mitocondrio umano e questi gruppi rappresentano geneticamente l'eredità per relazione di parentela matrilineare di tutte le popolazioni umane, le loro origini ed i processi migratori.
Lo studio degli aplogruppi ha fornito risultati particolarmente significativi: le migrazioni dell'uomo parlano di un'origine nell'Africa orientale e in base all'assunto che un individuo erediti i mitocondri solo dalla propria madre, tutti gli esseri umani hanno una linea di discendenza femminile che deriva da una donna che i ricercatori hanno soprannominato Eva mitocondriale, circa 190.000 anni fa.

## Aplogruppi principali
Si è stabilito un sistema per classificare filogeneticamente gli aplogruppi mitocondriali basato sulle lettere da A a Z:
| Aplogruppi mitocondriali umani |                       |    |    |    |    |    |    |    |    |    |     |   |    |    |   |    |    |   |   |   |  |   |   |   |   |  |    |    |    |
|                                | Eva mitocondriale (L) |    |    |    |    |    |    |    |    |    |     |   |    |    |   |    |    |   |   |   |  |   |   |   |   |  |    |    |    |
| L0                             | L1                    | L2 | L3 | L3 | L3 | L3 | L3 | L3 | L3 | L3 | L3  |   |    |    |   |    |    |   |   |   |  |   |   |   |   |  | L4 | L5 | L6 |
| L0                             | L1                    | L2 |    |    |    | M  | M  | M  | M  | M  | N   | N | N  | N  | N | N  | N  |   |   |   |  |   |   |   |   |  | L4 | L5 | L6 |
| L0                             | L1                    | L2 | CZ | CZ | D  | E  | G  | Q  |    | A  | I O |   |    | R  | R | R  |    |   |   |   |  | S | W | X | Y |  | L4 | L5 | L6 |
| L0                             | L1                    | L2 | C  | Z  | D  | E  | G  | Q  | B  | A  | I O | F | R0 | R0 |   | JT | JT | P | U | U |  | S | W | X | Y |  | L4 | L5 | L6 |
| L0                             | L1                    | L2 | C  | Z  | D  | E  | G  | Q  | B  | A  | I O | F | HV | HV | J | T  | K  | P |   |   |  | S | W | X | Y |  | L4 | L5 | L6 |
| L0                             | L1                    | L2 | C  | Z  | D  | E  | G  | Q  | B  | A  | I O | F | H  | V  |   |    |    |   |   |   |  | S | W | X | Y |  | L4 | L5 | L6 |

## Migrazioni
L'Homo sapiens secondo studi mitocondriali è originario dell'Africa (circa 200 000 anni fa) e ha poi colonizzato l'Eurasia (circa 65.000 anni fa) seguendo la costa meridionale dell'Asia. Rimangono discendenti di queste popolazioni in India, nel SudEst asiatico, e l'Oceania (circa 50.000 anni fa), e infine l'America (da circa quindicimila anni fa). I gruppi che partono dall'Africa, si sarebbero successivamente dispersi, colonizzando le altre regioni del mondo e sostituendo le popolazioni non moderne che vi vivevano, quali i neandertaliani in Europa e gli Homo erectus in Asia. Così gli Europei, gli Asiatici, i Nativi americani e gli Aborigeni australiani, risultano essere un unico gruppo relazionato (monofiletico).

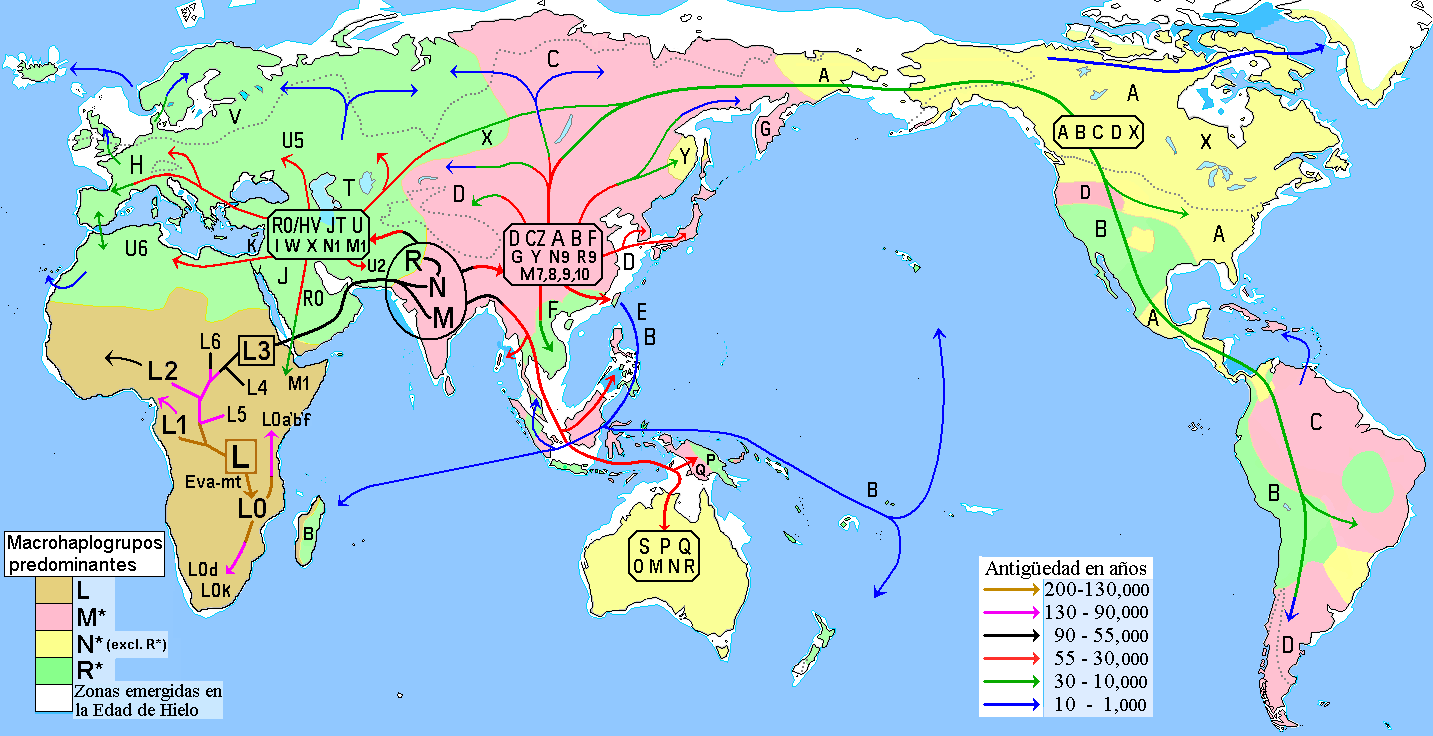
Mappa delle migrazioni dell'uomo secondo gli Aplogruppi e i Macroaplogruppi mitocondriali (numeri sono gli anni prima del presente).

## Distribuzione

### Macroaplogruppi
Gli aplogruppi mitocondriali possono aggrupparsi in 4 grandi aplogruppi con estesa distribuzione:
- L: Rappresenta l'origine africana dell'uomo e le prime migrazioni dentro l'Africa subsahariana.
  - M Lignaggio originato in India circa 60.000 anni fa e con una distribuzione specialmente nell'Eurasia orientale.
  - N Lignaggio fratello di M e disperso attraverso tutti i continenti.
    - R Discendente principale di N e con una distribuzione specialmente nell'Eurasia occidentale.

### Albero filogenetico
- L*: Ultimo antenato comune soprannominato Eva mitocondriale.
  - L0: Nell'Africa subsahariana, specialmente tra i Khoisan.[6]
  - L1-6
    - L1: Nell'Africa centrale e occidentale, particolarmente tra i pigmei occidentali.[7]
    - L2-6
      - L5: Poco nell'Africa orientale.
      - L2'3'4'6
        - L2: Il più comune, copre tutta l'Africa.
        - L3'4'6
          - L6: Nel Sudan, Etiopia e Yemen.[8]
          - L3'4
            - L4: Specialmente tra i popoli Hadza/Sandawe (Tanzania).[6]
            - L3*
              - L3: Estesa in tutta l'Africa.
              - M
              - N